# Maha Sarakham
Maha Sarakham (en tailandés: มหาสารคาม) es la capital de la provincia de Maha Sarakham en la región nororiental (Isan) de Tailandia. Sarakham, como la conocen sus habitantes, se encuentra en una zona de cultivo de arroz en la llanura del sur de Khorat, a ambos lados del río Chi. Maha Sarakham se encuentra a 475 km al noreste de Bangkok y a 73 km al sureste de Khon Kaen.
La ciudad ha sido conocida durante mucho tiempo como un centro de educación regional, la llamada "Taxila de Isan" (tomando este nombre del antiguo centro de aprendizaje hindú). Es la sede de seis universidades, así como de la Universidad Maha Sarakham (MSU) y la Universidad Maha Sarakham Rajabhat. Sarakham da la sensación de ser una ciudad estudiantil, con una población más joven y cosmopolita, lo cual se hace más evidente en la zona del campus del centro y cerca del segundo campus de la MSU, a siete kilómetros de distancia en Kham Riang.

## Clima
| Parámetros climáticos promedio de Mahasarakham (1981–2010)                                                       | Parámetros climáticos promedio de Mahasarakham (1981–2010) | Parámetros climáticos promedio de Mahasarakham (1981–2010) | Parámetros climáticos promedio de Mahasarakham (1981–2010) | Parámetros climáticos promedio de Mahasarakham (1981–2010) | Parámetros climáticos promedio de Mahasarakham (1981–2010) | Parámetros climáticos promedio de Mahasarakham (1981–2010) | Parámetros climáticos promedio de Mahasarakham (1981–2010) | Parámetros climáticos promedio de Mahasarakham (1981–2010) | Parámetros climáticos promedio de Mahasarakham (1981–2010) | Parámetros climáticos promedio de Mahasarakham (1981–2010) | Parámetros climáticos promedio de Mahasarakham (1981–2010) | Parámetros climáticos promedio de Mahasarakham (1981–2010) | Parámetros climáticos promedio de Mahasarakham (1981–2010) |
| Mes | Ene.                                                       | Feb.                                                       | Mar.                                                       | Abr.                                                       | May.                                                       | Jun.                                                       | Jul.                                                       | Ago.                                                       | Sep.                                                       | Oct.                                                       | Nov.                                                       | Dic.                                                       | Anual                                                      |
| --- | ---------------------------------------------------------- | ---------------------------------------------------------- | ---------------------------------------------------------- | ---------------------------------------------------------- | ---------------------------------------------------------- | ---------------------------------------------------------- | ---------------------------------------------------------- | ---------------------------------------------------------- | ---------------------------------------------------------- | ---------------------------------------------------------- | ---------------------------------------------------------- | ---------------------------------------------------------- | ---------------------------------------------------------- |
| Temp. máx. abs. (°C)                                                                                             | 38.0                                                       | 39.7                                                       | 41.7                                                       | 43.3                                                       | 42.0                                                       | 41.2                                                       | 38.5                                                       | 37.0                                                       | 37.2                                                       | 37.2                                                       | 38.0                                                       | 36.7                                                       | 43.3                                                       |
| Temp. máx. media (°C)                                                                                            | 31.4                                                       | 33.7                                                       | 35.7                                                       | 36.8                                                       | 35.2                                                       | 34.2                                                       | 33.6                                                       | 33.0                                                       | 32.6                                                       | 32.2                                                       | 31.6                                                       | 30.5                                                       | 33.4                                                       |
| Temp. media (°C)                                                                                                 | 23.7                                                       | 25.8                                                       | 28.4                                                       | 30.1                                                       | 29.3                                                       | 29.0                                                       | 28.6                                                       | 28.0                                                       | 27.7                                                       | 27.1                                                       | 25.3                                                       | 23.5                                                       | 27.2                                                       |
| Temp. mín. media (°C)                                                                                            | 16.7                                                       | 19.7                                                       | 22.5                                                       | 24.7                                                       | 24.9                                                       | 24.9                                                       | 24.6                                                       | 24.3                                                       | 23.8                                                       | 22.7                                                       | 19.9                                                       | 16.7                                                       | 22.1                                                       |
| Temp. mín. abs. (°C)                                                                                             | 7.5                                                        | 9.8                                                        | 10.4                                                       | 18.5                                                       | 19.8                                                       | 21.5                                                       | 15.0                                                       | 20.3                                                       | 20.5                                                       | 15.2                                                       | 9.9                                                        | 5.3                                                        | 5.3                                                        |
| Precipitación total (mm)                                                                                         | 3.5                                                        | 15.0                                                       | 51.8                                                       | 89.0                                                       | 161.5                                                      | 177.8                                                      | 160.0                                                      | 231.9                                                      | 240.6                                                      | 111.4                                                      | 18.1                                                       | 3.1                                                        | 1263.7                                                     |
| Días de lluvias (≥ 1 mm)                                                                                         | 1.0                                                        | 2.5                                                        | 4.5                                                        | 7.8                                                        | 13.2                                                       | 14.1                                                       | 15.2                                                       | 17.4                                                       | 17.0                                                       | 9.6                                                        | 2.4                                                        | 0.8                                                        | 105.5                                                      |
| Horas de sol | 275.9                                                      | 243.0                                                      | 238.7                                                      | 243.0                                                      | 198.4                                                      | 156.0                                                      | 120.9                                                      | 117.8                                                      | 144.0                                                      | 198.4                                                      | 252.0                                                      | 275.9                                                      | 2464                                                       |
| Humedad relativa (%)                                                                                             | 70                                                         | 67                                                         | 66                                                         | 68                                                         | 76                                                         | 78                                                         | 79                                                         | 82                                                         | 84                                                         | 79                                                         | 73                                                         | 70                                                         | 74                                                         |
| Fuente n.º 1: Thai Meteorological Department                                                                     |                                                            |                                                            |                                                            |                                                            |                                                            |                                                            |                                                            |                                                            |                                                            |                                                            |                                                            |                                                            |                                                            |
| Fuente n.º 2: Office of Water Management and Hydrology, Royal Irrigation Department (sun and humidity 1981-2010) |                                                            |                                                            |                                                            |                                                            |                                                            |                                                            |                                                            |                                                            |                                                            |                                                            |                                                            |                                                            |                                                            |